# Eparquia de Toronto
A Eparquia Católica Ucraniana de Toronto e Canadá Oriental (Eparchia Torontinus Ucrainorum) é uma eparquia pertencente a Igreja Greco-Católica Ucraniana, está localizada na cidade de Toronto, na província de Ontário, pertencente a Arquieparquia de Winnipeg no Canadá. Foi fundada em 1948 pelo Papa Pio XII. Inicialmente foi criada como sendo exarcado apostólico, sendo elevado a eparquia em 1956. Com uma população católica de 23.400 habitantes, possui 54 paróquias com dados de 2018.

## História
Em 19 de janeiro de 1948 o Papa Pio XII cria o Exarcado Apostólico de Eastern Canada, através do território do Exarcado Apostólico do Canadá. Em 1951 o exarcado tem seu nome alterado para Exarcado Apostólico de Toronto. Em 1956 o exarcado é elevado a eparquia com o nome atual de Eparquia de Toronto. Desde sua fundação em 1948 adota o rito bizantino e pertence a Igreja Greco-Católica Ucraniana.

## Lista de eparcas
A seguir uma lista de eparcas desde a criação do exarco em 1948, em 1956 é elevado a eparquia.
|                                     | Nome                              | Período     | Notas                                |
| Eparcas                             | Eparcas                           | Eparcas     | Eparcas                              |
| ----------------------------------- | --------------------------------- | ----------- | ------------------------------------ |
| 5º                                  | Bryan Joseph Bayda, C.Ss.R.       | 2022-       | Atual                                |
| 4º                                  | Stephen Victor Chmilar            | 2003 - 2019 | Eparca emérito                       |
| 3º                                  | Cornelius John Pasichny, O.S.B.M. | 1998 - 2003 |                                      |
| 2º                                  | Roman Danylak                     | 1992 - 1998 | Administrador apostólico sede plena  |
| 1º                                  | Isidore Borecky                   | 1956 - 1998 |                                      |
| Exarca apostólico de Toronto        |                                   |             |                                      |
| 1º                                  | Isidore Borecky                   | 1951 - 1956 | Nomeado eparca dessa eparquia        |
| Exarca apostólico de Eastern Canada |                                   |             |                                      |
| 1º                                  | Isidore Borecky                   | 1948 - 1951 | Nomeado exarca apostólico de Toronto |
| Eparca auxiliar                     |                                   |             |                                      |
| 1º                                  | Michael Rusnak, C.Ss.R.           | 1964 - 1980 |                                      |